# جشنواره بین‌المللی فیلم آفریقا
جشنواره بین‌المللی فیلم آفریقا (انگلیسی: Africa International Film Festival) یک جشنواره بین‌المللی فیلم است که در نیجریه برگزار می‌شود. این جشنواره در سال ۲۰۱۰ تأسیس شد. این رویداد معمولاً یک هفته به‌طول می‌انجامد که شامل اهدای جوایز و برگزاری کلاس‌های آموزشی است.